# 中国人民解放军空军西安飞行学院
中国人民解放军空军西安飞行学院，简称空军西安飞行学院，是中国人民解放军空军初级指挥院校，隶属中国人民解放军西部战区空军。

## 沿革
空军第二飞行学院
- 1949年12月1日，在长春市西安桥外组建中国人民解放军空军第二轰炸学校[1]。1949年11月，刘风、李世安、龚友源和龙定燎是空军派往长春筹建二航校的带队干部。对外代号珠江部队。首任校长刘风，政委李世安（1950年5月调出筹建空军第一支航空兵部队混成四旅任政委）/王文/倪韶九/杨春垠，政治部主任龚友源/杨晓峰，参谋长黄汉基，政治部副主任古德保（原46军政治部组织部副部长老红军），训练处处长龙定燎，供应处处长齐瑞生。苏联专家和各类工作人员222人对口援助二航校建设训练。
- 1949年12月20日，更名中国人民解放军第二航空学校[1]。1950年6月，陆军46军138师政委王文率师直机关和第413团机关杨春垠、古德保、张步云、羊雷、杨文斗、李宝银、刘大为、张鹤年、刘哲等327名干部从长沙赴长春参加二航校建设。138师宣传队员就有50多人参加二航校建设。1950年底，二航校飞行一期68名学员毕业。
- 1950年6月，军委从陆军选拨15名年轻师职干部进入二航校的173班（师干班）学习，其中刘懋功、刘镇、沙克、王毓淮、段士楷、张雍耽成为开国少将。
- 1950年9月，二航校组建高空运输训练大队，谢派芬任大队长。1951年1月，西南军区空军将这个高空运输训练大队，编成高空运输团（后为空13师37团）第二、三大队，执行支援第18军进藏空投任务。1951年9月25日，二航校毕业飞行学员易彬首次驾驶伊尔-12型17号飞机，飞行时间五个多小时，完成新津-甘孜-昌都空投任务。二航校毕业飞行学员易彬、王树义、刘柄炎、尹大春、梁政、寿孚宁、阎履敏等在进军康藏的空头飞行中荣立一等功。
- 1950年，宋文骢被从陆军选飞进入二航校学飞。后因身体原因，改二航校机械专业第一期学员。1951年提前毕业参加抗美援朝。1954年考入哈军工，毕业后成为沈飞的飞机设计师，后任歼10总设计师。
- 1951年5月19日下午，人民空军出现第一位女跳伞员——二航校保伞员林莉，在长春大屯机场1000米空中跳伞安全降落。
- 1951年11月30日，在空八师24团一大队第三次轰炸大和岛战斗中，二航校毕业飞行员刘绍基在飞机和自己受伤的情况下，用杜-2轰炸机尾炮击落美军F-86战斗机的空战先例，荣立一等功，被授予朝鲜民主主义共和国二级战士荣誉勋章。二航校毕业的飞行学员宋凤声、梁志坚、张孚琰、何冲、周先余、陈以德、关文佐、王登龙、张传鑫在这场空战中牺牲。宋凤声机组领航员陈海泉跳伞成功，成为四架被击落坠海的轰炸机中唯一幸存人员。
- 1952年8月，按照空军的新政策空勤地勤训练分开，二航校的两个地勤学员大队，警卫一连和训练处的部分人员共1700多人基础上组建长春空军第九航校。空八师师长刘丰任九航校首任校长。
- 1952年8月，第二期毕业飞行学员151名、地勤毕业学员142名参与空25师组建
- 1953年3月，二航校大调整，在长春宽城子飞行一大队和二大队的基础上，建立第一训练团。在大房身飞行三大队和四大队基础上，建立第二训练团。
- 1954年1月，二航校高宝臣等5人参加“空军第一届教学积极分子代表大会”，会上，二航校被评为“空军教学积极单位”。
- 1955年3月21日，在北京召开第一届空军英雄模范功臣代表大会，二航校毕业飞行学员、空11师伊尔-10强击机飞行员刘建汉在一江山岛战斗中投出4枚100kg航弹3枚命中炸毁衡山号修理舰，二航校飞行教员高保臣因培养飞行学员教学中有重大突出的功绩，在会上分别被授予“空军二级战斗英雄”称号与“二级教学工作模范”称号。
- 1958年夏季，吉林省特旱。7月21日下午3点，二航校飞行检查室主任周正大尉驾驶专门改装的杜-2轰炸机，装载200多公斤“大粒盐”从大房身机场起飞，沿长春-桦甸一线进行高空云层播撒盐人工增雨飞行。这是中国气象史上第一次飞机人工降雨。从1958年7月至1959年6月，周正机组执行了17次人工降雨飞行任务，抗旱救灾任务完成后，周正机组被空军授予二等功。1959年周正参加了全国空军英模代表大会。
- 1958年9月12日，空军一、二航校抽调飞行独立大队及理训处的领航轰炸、通信、射击三个教学系的教职员，与空军三预校和兰空西安户县场站组建了空军第16航空学校。
- 1966年3月至1969年4月，先后由吉林长春迁址四川夹江[1][2]。
- 1974年4月，由空军建制划归成都军区空军指挥所建制[2]。
- 1976年，更名中国人民解放军空军第二航空学校[1]。
- 1985年9月，改属成都军区空军建制[2]。
- 1986年5月，更名中国人民解放军空军第二飞行学院[1][2]。执行师级权限[2]。
- 1992年9月，更名中国人民解放军空军第十六飞行学院分院。
- 1993年6月，恢复中国人民解放军空军第二飞行学院。
- 1999年7月26日，奉中央军委命令，空军第二飞行学院与空军第十六飞行学院合并，组建新的中国人民解放军空军第二飞行学院，隶属成都军区空军。原空军第十六飞行学院改为中国人民解放军空军第二飞行学院西安分院。
- 2004年6月10日，根据中央军委命令，空军第二飞行学院院部从四川夹江迁至陕西户县，撤销空军第二飞行学院西安分院番号。

空军第十六飞行学院
- 1958年6月22日，根据中央军委决定，空军在陕西省户县组建培训空中领航员和空中通信射击员的专门学校。1958年9月12日，国防部授予部队番号。1958年9月29日，由空军司令部命令为中国人民解放军第十六航空学校。学校以中国人民解放军第三航空预备学校和中国人民解放军第一航空学校、中国人民解放军第二航空学校的部分人员、兰州军区空军户县场站为基础组建。
- 1976年6月，更名中国人民解放军空军第十六航空学校。
- 1986年6月23日，空军院校整编，更名中国人民解放军空军领航学院。
- 1992年8月，更名中国人民解放军空军第十六飞行学院。
- 1999年7月26日，奉中央军委命令，空军第二飞行学院与空军第十六飞行学院合并，组建新的中国人民解放军空军第二飞行学院，隶属成都军区空军。原空军第十六飞行学院改为中国人民解放军空军第二飞行学院西安分院。
- 2004年6月10日，根据中央军委命令，空军第二飞行学院院部从四川夹江迁至陕西户县，撤销空军第二飞行学院西安分院番号。

空军第五飞行学院
- 1949年12月1日，在山东省济南市组建中国人民解放军第三驱逐机学校[3]。
- 1949年12月24日，更名中国人民解放军第五航空学校[3]。
- 1966年4月，由山东济南迁至甘肃武威[3]。
- 1976年6月，更名中国人民解放军空军第五航空学校[3]。
- 1986年7月，更名中国人民解放军空军第五飞行学院[3]。
- 1992年8月，空军第五飞行学院与空军第八飞行学院合并为新的中国人民解放军空军第五飞行学院[3]。

空军第八飞行学院
- 1967年7月1日，经中国人民解放军总参谋部批准，以中国人民解放军第三航空学校第二训练团为基础，在新疆哈密柳树泉组建中国人民解放军第八航空学校[4][5]。组建初期，辖3个训练团，以原第三航空学校第二训练团为基础组建第八航空学校第一、二训练团，以原第五航空学校部分人员和哈密场站为主组建第八航空学校第三训练团[6]。
- 1968年4月，第二训练团在骆驼圈机场正式开训，因机场周围没有明显地标，第二训练团飞行人员苦战8天，在5个空域下方的戈壁滩上扒开石子露出黄土，制作了由“向斗争中学习”、“只争朝夕”、“排除万难去争取胜利”、“毛主席万万岁！”、“为人民服务”共30个大字组成的5个地标，总面积75000平方米，地标由第二训练团领航主任季臣业设计[4][6]。
- 1972年10月，原第五航空学校第一训练团划归第八航空学校，编为第八航空学校第四训练团[6]。
- 1976年6月，更名中国人民解放军空军第八航空学校[6]。
- 1982年5月，因安全飞行15年，中央军委给该校记集体一等功[7]。
- 1986年6月，更名中国人民解放军空军第八飞行学院[6]。
- 1987年7月，学院安全飞行20年，空军在学院召开空军院校飞行安全经验交流会议，空军党委发来贺信。在中国人民解放军建军60周年前夕，时任院长代表学院出席了全军英模代表会议。1987年10月4日，中央军委主席邓小平签发命令，为学院记集体一等功[7]。
- 1992年8月,中央军委颁发《全军院校体制编制调整改革方案》。1992年9月，空军在北京召开空军院校工作会议，传达中央军委颁发的《全军院校体制编制整编改革方案》和全军院校工作会议精神，部署空军院校体制改革整编工作。按照该《方案》，空军第五飞行学院和空军第八飞行学院合并整编为空军第五飞行学院，撤销空军第八飞行学院番号。空军第八飞行学院第一训练团改编为空军第五飞行学院第一训练团，空军第八飞行学院第三训练团改编为空军第五飞行学院第二训练团。1992年10月1日，空军院校新番号正式启用[3][4][6][7]。

空军西安飞行学院
- 2011年，解放军四总部联合召开第十六次全军院校会议，决定将空军6所飞行学院整合组建为空军哈尔滨、石家庄、西安3所飞行学院[8]。
- 2012年，由空军第二飞行学院、空军第五飞行学院等单位合并组建中国人民解放军空军西安飞行学院[9]。副军级[10]。隶属中国人民解放军成都军区空军。
- 2016年，在深化国防和军队改革中，由中国人民解放军成都军区空军转隶中国人民解放军西部战区空军[11]
- 2017年，在深化国防和军队改革中，调整组建新的中国人民解放军空军西安飞行学院[12][13]。

## 历任领导
空军第二飞行学院
| 院长 - 刘风（1949年—？，第二航空学校校长） - 张东海（？—？，第二航空学校校长） - 龙定燎（？—？，第二航空学校校长） - 雷雨田（？—？，第二航空学校校长） - 郭宪斌（？—？，空军第二航空学校校长） - 李金山 空军大校（1983年—1996年12月，空军第二航空学校校长、空军第二飞行学院院长） - 雷官文 空军大校（1996年12月—2000年1月，空军第二飞行学院院长） - 姬有明 空军大校（2000年6月—2004年，空军第二飞行学院院长） …… | 政治委员 - 李世安（1949年—1950年，第二航空学校政治委员） - 王文（1950年—？，第二航空学校政治委员） - 倪韶九（？—？，第二航空学校政治委员） - 杨春垠（？—？，第二航空学校政治委员） - 杨晓峰（？—？，第二航空学校政治委员） - 王尚志（？—？，第二航空学校政治委员） - 冯应山（？—？，第二航空学校政治委员） - 黄永福（？—？，第二航空学校政治委员） - 杨文斗（？—？，空军第二航空学校政治委员） - 李汉州（？—？，空军第二航空学校政治委员） - 郭振祥 空军大校（？—？，空军第二飞行学院政治委员） …… - 汪学鑫 空军大校（1999年7月—2004年5月，空军第二飞行学院政治委员） …… |

空军第十六飞行学院
| 院长 - 黄汉基（1958年—1969年，第十六航空学校校长） …… - 张德林 空军大校（？—1986年，空军第十六航空学校校长；1986年—？，空军领航学院院长） - 苏文山 空军大校（？—？，空军领航学院院长） - 姬有明 空军大校（1997年7月—1999年6月，空军第十六飞行学院院长；1999年6月—2000年6月，空军第二飞行学院副院长兼西安分院院长） | 政治委员 - 朱群（？—？，第十六航空学校政治委员） - 池方日 大校（1964年7月—？，第十六航空学校政治委员） …… - 周子玉（1982年—1985年4月，第十六航空学校政治委员） …… |

空军第五飞行学院
| 院长 - 方子翼（1949年12月—1950年，第五航空学校校长） - 吴元任（1950年—？，第五航空学校校长） …… - 赵世忠 空军大校（？—？，空军第五飞行学院院长） - 高洪山 空军大校（？—？，空军第五飞行学院院长） - 郭长江 空军大校（？—？，空军第五飞行学院院长） - 栾连续 空军大校（1997年7月—2002年12月，空军第五飞行学院院长） - 郭奕珊 空军大校（？—2007年，空军第五飞行学院院长） - 刘家鹏 空军大校（？—2011年，空军第五飞行学院院长） - 王寅中 空军大校（2011年—2012年，空军第五飞行学院院长） | 政治委员 - 王绍渊（1949年12月—1954年7月，第五航空学校政治委员） …… - 刘华弼（？—？，第五航空学校政治委员） …… - 罗晋洪（？—1983年，第五航空学校政治委员） - 周立光（？—？，第五航空学校政治委员） …… - 李德林 空军大校（1999年7月—2004年3月，空军第五飞行学院政治委员） …… |

空军第八飞行学院
| 院长 - 孙长海（1968年6月—1977年2月） - 张守兰（1977年2月—1980年5月） - 王继文（1980年5月—1983年5月） - 韩吉堂（1983年5月—1985年10月） - 贾永生（1985年10月—1990年9月） - 王永才（1990年9月—1992年10月） | 政治委员 - 刘致中（1968年11月—1978年1月） - 刘振华（1978年2月—1981年3月） - 杨英昌（1981年3月—1983年5月） - 鲍勇（1983年5月—1986年12月） - 彭国祥（1986年12月—1992年5月） - 乔志平（1992年5月—1992年10月） |

空军西安飞行学院
| 院长 - 于守国 空军少将（2012年3月—2015年9月） - 唐维忠 空军少将（2015年9月—） | 政治委员 - 崔学刚 空军少将（2012年3月—2015年3月） - 王伟 空军少将（2015年3月—） |